# 天津理工大学
天津理工大学，位于中华人民共和国天津市西青区，是一所多学科综合性的天津市市属普通高等学校，前身是1978年天津市依靠天津大学创办的三所大学分校。

## 历史沿革
1978年，天津市在南开区的天津市第五十七中学基础上改建为天津大学第一分校；在河西区的天津市第二十二中学基础上改建为天津大学第二分校；在红桥区的天津中学基础上改建为天津大学第三分校。
1979年11月27日，天津大学第一分校更名为天津大学分校；天津大学第二分校与天津大学第三分校合并，成立了天津大学理工分校；同年，天津大学机电分校成立，隶属于天津市第一机械工业局；天津市冶金工业学校更名为天津大学冶金分校，隶属于天津市冶金局。
1981年，天津大学理工分校正式更名为天津理工学院。
1984年，天津理工学院与大邱庄农工商联合体联合办学，创办了天津理工学院大邱庄分校；同时，试办了南郊区师范大专班。
1985年8月1日，天津市高教局决定将天津理工学院土木系整建制划归天津大学建筑分校。
1996年，天津大学冶金分校、天津大学机电分校和天津大学分校与天津理工学院合并，组建了新的天津理工学院。
2004年，经中华人民共和国教育部核准，天津理工学院更名为天津理工大学。

## 院系设置
- 计算机科学与工程学院：计算机科学与工程系、信息安全系、信息与系统科学系
- 材料科学与工程学院：材料科学与工程、材料成型及控制工程、材料物理、材料化学、功能材料
- 管理学院：工商管理系、工业工程系、信息管理与信息系统系、工程管理系、工程造价系、保险学系、广告学系、物流系、财务管理系
- 机械工程学院：机械工程及自动化系、过程装备及控制工程系
- 自动化学院：自动化工系、电气工程系、测控技术与仪器系、热能工程系
- 化学化工学院：应用化学
- 环境科学与安全工程学院：环境科学系、环境工程系、安全工程系、资源环境与城乡规划管理系
- 外国语学院：英语系、日语系
- 聋人工学院：计算机科学与技术系、艺术设计系、服装设计系
- 艺术学院：视觉传达设计系、环境艺术设计系、产品设计系、工业设计系、摄影艺术系、动画系
- 海运学院：航海技术、轮机技术、船舶电子技术
- 电子信息工程学院：电子科学与技术系、电子信息工程系、光电信息科学系
- 国际工商学院：工商管理、工程工业
- 华信软件学院：软件工程系
- 法政学院：应用社会学系、汉语言文学系、法学系
- 国际教育学院
- 理学院：数学与应用数学系、应用物理系
- 循环经济学院
- 继续教育学院

## 科研基地
- 教育部工程研究中心
- 省部共建教育部重点实验室
  - 显示材料与光电器件省部共建教育部重点实验室
  - 计算机视觉与系统省部共建教育部重点实验室
- 工业和信息化部重点实验室
  - 微软嵌入式技术联合实验室
- 天津市工程研究中心
  - 天津市工程机械传动工程中心
  - 天津市高档有机颜料技术工程中
- 天津市重点实验室
  - 天津市薄膜电子与通信器件重点实验室
  - 天津市光电显示材料与器件重点实验室
  - 天津市智能计算及软件新技术重点实验室
  - 天津市复杂系统控制理论及应用重点实验室
- 天津市文科基地
  - 投资与工程造价研究中心，尹贻林，2004年
  - 天津市教育委员会国际教育政策研究基地，胡备，2005年
  - 天津市循环经济促进中心，李健，2008年
- 天津市行业技术中心
  - 模具设计加工行业技术中心
  - 工业智能控制技术科技成果推广中心

## 合作办学
天津理工大学与加拿大魁北克大学、开瑞博大学、日本大阪产业大学建立有合作办学关系。
2014年天津理工大学和天津市第三十二中学联合办学，天津市第三十二中学从此又称天津理工大学附属中学。

## 校友
- 闫堃，天津市纪委副书记，天津大学分校毕业[2]。